# Gabriela Dos Santos
Gabriela Pereira Dos Santos (Willemstad, 28 maart 2002) is een Curaçaos model en schoonheidskoningin die werd gekroond tot Miss Curaçao 2022.

## Biografie
Op 28 mei 2022 werd Dos Santos gekroond tot Miss Universe Curaçao 2022-verkiezing en opgevolgd door Mariana Pieters 1st RU en Andreïna de Andrade Pereira 2nd RU. Dos Santos zal als Miss, Curaçao vertegenwoordigen bij de Miss Universe 2022-verkiezing.